# Carlos Eduardo Ventura
Carlos Eduardo Ventura (São Bernardo do Campo, 15 marzo 1974) è un ex calciatore brasiliano, di ruolo attaccante.